# Cerocala confusa
Cerocala confusa är en fjärilsart som beskrevs av W. Warren 1913. Cerocala confusa ingår i släktet Cerocala och familjen nattflyn. Inga underarter finns listade i Catalogue of Life.